# Донець-Захаржевський Григорій Андрійович
Григорій Андрійьович Донець-Захаржевській (1792—1845) — російський імперський генерал-лейтенант, з 1840 року комендант Санкт-Петербургу.

## Життєпис

### Походження
Григорій Андрійович Донець-Захаржевський представник роду Донців-Захаржевських. Рід Донців-Захаржевських був відомим слобожанський козацьким старшинським і дворянським родом, який вів своє походження від Григорія Донця, який був полковником Харківського слобідського козацького полка у 1688—1691 роках.
Батьками Григорія Андрійовича були надвірний радник Андрій Михайлович Донець-Захаржевський (1761—1795) та Катерина Дмитрівна (до шлюбу Норова). Крім Григорія, родина мала дітей: Єлизавету, Анастасію, Дмитра та Надію. Його сестра, Єлизавета, була одружена з шефом жандармів графом О. Х. Бенкендорфом.

## Військова кар'єра
Службу почав в лейбгвардії Кінному полку, ставши офіцером незадовго перед початком Французько-російської війни 1812 року. В Бородінській битві був ординарцем у М. І. Кутузова і за заслуги був нагороджений орденом святої Анни 3-го ступеня. На посаді ординарця головнокомандувача знаходився до кінця кампанії 1812 року.
Після смерті М. І. Кутузова, Григорій Андрійович повернувся до свого полку і в його складі брав участь у Війні Шостої коаліції. Брав участь в битві під Кульмом (за заслуги нагороджений орденом Святого Володимира 4-го ступеня з бантом і Кульмським хрестом), у чині корнета, битві при Фер-Шампенуазі, де був поранений кулею навиліт, в живіт (за заслуги нагороджений орденом святої Анни 2-го ступеня).
15 (27) грудня 1825 року полковник Григорій Андрійович Донець-Захаржевський, командуючи 2-м дивізіоном Кінногвардійського полку, взяв участь у придушенні повстання декабристів і був призначений імператором Миколою I флігель-ад'ютантом.
19 квітня (1 травня) 1831 року став генерал-майором, йому було наказано бути при командувачі 1-ї бригади гвардійської кірасирської дивізії, пізніше стає командувачем 2-ї бригади цієї дивізії.
У 1838 році призначений Санкт-Петербургзьким комендантом і 6 (18) грудня 1840 року стає генерал-лейтенантом.
Григорій Андрійович помер 30 жовтня (11 листопада) 1845 року від апоплексичного удару, похований на Лазаревському цвинтарі Олексанро-Невської лаври.

### Дружина

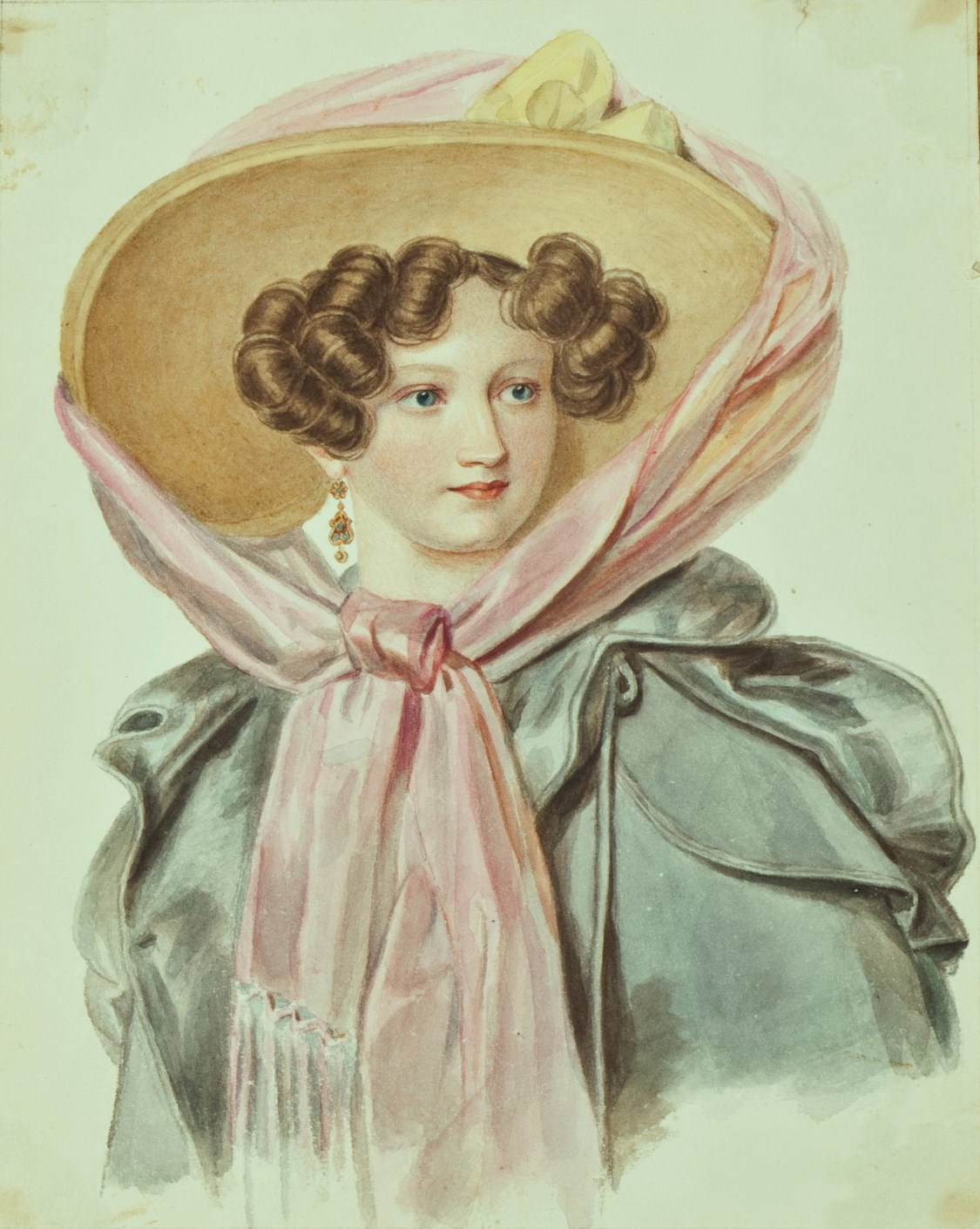
Дружина Григорія Андрійовича, Олена Павлівна

З 1 листопада 1829 року, дружиною Григорія Андрійовича стає графиня Олена Павлівна Тизенгаузен (10.09.1804-13.09.1889), внучка графа Петра Олексійовича Палена, відомого своєю роллю в змові проти Павла I; старша дочка сенатора графа Павла Івановича Тизенгаузена від шлюбу його з графинею Юлією Петрівною Пален. За словами графині Доллі Фикельмон, її кузина «Лілі» (Олена Донець-Захаржевська, для близьких) була вишуканою і дуже красивою жінкою, з сліпучим кольором шкіри, а її м'який, шляхетний характер викликав захоплення і любов оточуючих. Шлюб який був не по любові, а з волі батьків, був бездітним. Разом з чоловіком була петербурзькою знайомою О. С. Пушкіна, зустрічалася з ним у Смирнової і Карамзіних.
Олена Павлівна займала високі пости при імперському дворі: фрейліна імператриці Єлизавети Олексіївни, гофмейстеріна двору великої княгині Марії Миколаївни, статс-дама, дама-кавалер ордену святої Катерини меншого хреста (1841) і баварського ордену Терези. За спогадами князя Сергія Михайловича Волконського, "тітонька Захаржевська полюбляла придворну атмосферу, але зберігала велику незалежність в судженнях і симпатіях, двір для неї був рамкою життя, але не самим життям, вона ставилася до двору як до служби. Вона погано говорила по-російськи, до старості мала величну поставу і ходу статуї командора. Останнього разу вона була в світі в Зимовому палаці в 1881 році на коронації Олександра III; в сарафані і кокошнику, спираючись на палицю, вона «починала п'яте царювання».

## Нагороди
- Російська імперія
  - 1812 — Орден Святої Анни 3-го ступеня.
  - 1813 — Орден Святого Володимира 4-го ступеня з бантом (за заслуги в Битві під Кульмом)
  - 1814 — Орден Святої Анни 2-го ступеня (за заслуги в Битві при Фер-Шампенуазі).
  - 1834 — Орден Святого Георгія 4-го ступеня (за вислугу 25 років у офіцерських чинах, № 8918 по спуску кавалерів ордену)
  - 1836 — Орден Святого Станіслава 1-го ступеня
  - 1839 — Орден Святої Анни 1-го ступеня.
- Королівство Пруссія
  - 1813 — Кульмський хрест